# 关东州厅旧址 (西岗)
关东州厅旧址 (西岗)，位于辽宁省大连市西岗区人民广场1号，现为大连市人民政府办公楼。已列为辽宁省文物保护单位。

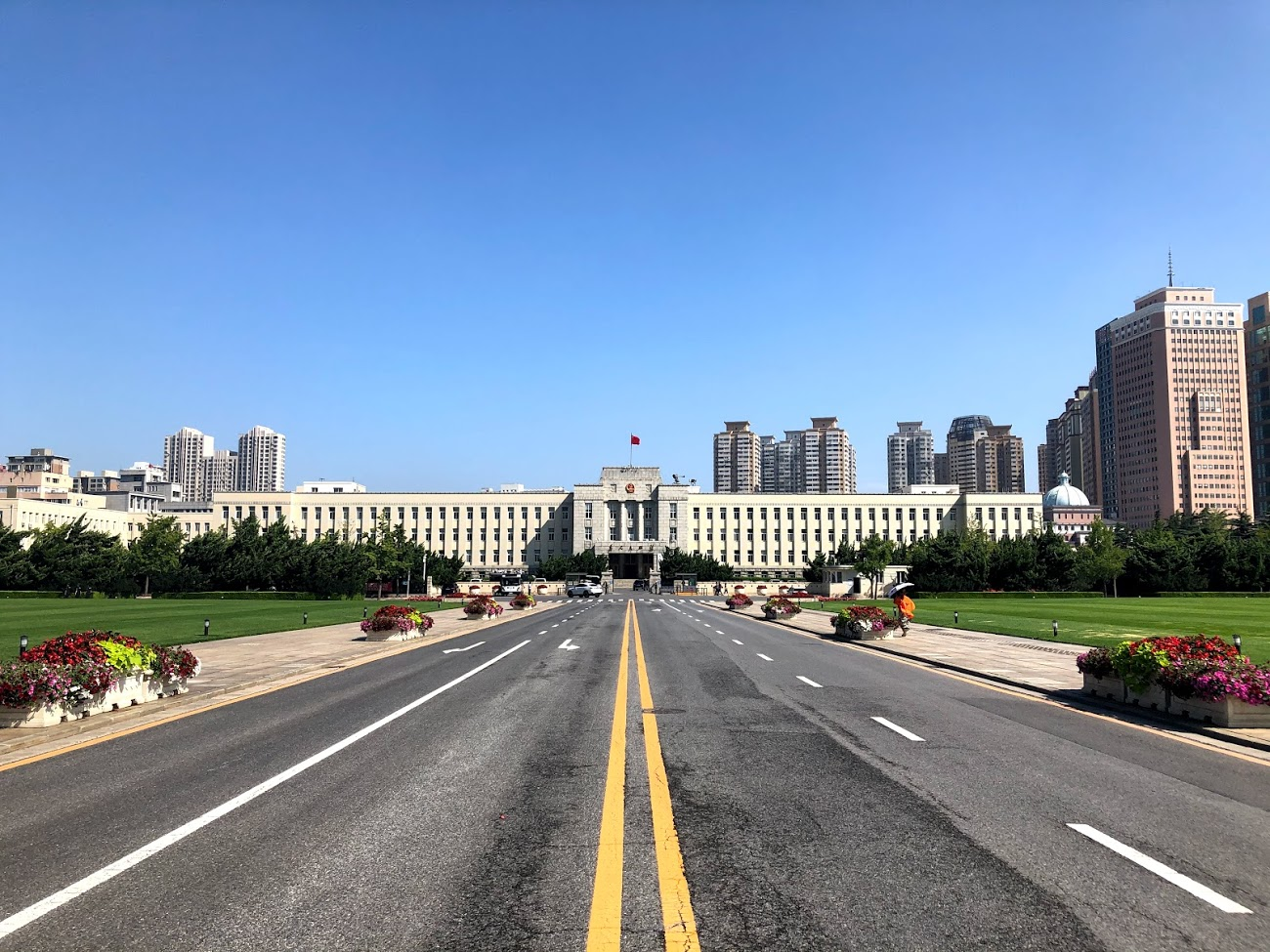

## 历史
关东州厅旧址 (西岗)建于1936年–1937年。1936年春天动工，1937年5月竣工，1937年6月1日，关东州厅新厅舍举行开幕典礼。迄今仍为大连市的行政中心所在。

## 建筑
关东州厅旧址 (西岗)建筑面积12228平方米。地上三层。

## 保护
2003年9月29日公布，关东州厅（大连）旧址公布为第五批大连市文物保护单位
2014年10月，关东州厅旧址 (西岗)公布为第九批辽宁省文物保护单位，编号9-242。